# Henry Williamson
Henry William Williamson, né le 1er décembre 1895 à Lewisham et mort le 13 août 1977 à Londres, est un écrivain anglais, auteur d’ouvrages traitant de la vie sauvage, de l’histoire sociale de l’Angleterre, du ruralisme et de la Première Guerre mondiale. Son œuvre, marquée par une prose naturaliste et une attention minutieuse aux détails champêtres, lui valut une certaine renommée littéraire. En 1928, il se vit décerner le prix Hawthornden pour son célèbre récit Tarka la loutre.
Il naquit à Londres et passa sa jeunesse dans une contrée semi-campagnarde, où il conçut une inclination profonde pour les beautés de la nature et l’art d’en décrire les merveilles. Engagé durant la Première Guerre mondiale, il fut le témoin oculaire de la trêve de Noël et des horreurs des combats tranchés, expériences qui forgèrent en lui une pensée d’abord pacifiste, avant qu’il ne penchât, par la suite, vers des sympathies fascisantes. Après la Seconde Guerre mondiale, il élut domicile dans le Devon, se vouant tout à la fois aux labours agricoles et à la composition littéraire, produisant maint ouvrage au cours de cette période. Il se marrie par deux fois. Il s’éteignit en un hospice d’Ealing, en 1977, et fut inhumé dans le nord du Devon, où reposent ses dépouilles.

## Biographie
Henry Williamson vit le jour à Brockley, dans le lointain sud-est de Londres, issu de l’union de William Leopold Williamson (1865-1946), employé de banque, et de Gertrude Eliza (1867-1936), née Leaver. En sa prime jeunesse, sa famille s’établit à Ladywell, et il reçut une instruction élémentaire à la Colfe’s School. Ce lieu, alors à demi champêtre, lui offrait un accès aisé à la campagne kentoise, ce qui éveilla en lui, dès ses jeunes années, une inclination profonde pour la nature.

### Première Guerre mondiale
Le 22 janvier 1914, Williamson s’enrôla comme fusilier au sein du 5e bataillon (City of London) du London Regiment, unité appartenant à la force territoriale de l’armée britannique. Il fut mobilisé lors de la déclaration de guerre à l’Empire allemand, survenue le 4 août de la même année.
En novembre 1914, il gagna la France avec le 1er bataillon de la London Rifle Brigade, s’enfonçant dans les boyaux du front occidental au saillant d’Ypres, où il fut le spectateur de la trêve de Noël entre les troupes britanniques et allemandes. En janvier 1915, il fut retiré des tranchées hivernales, affligé d’un pied de tranchée et de dysenterie, puis évacué vers la Grande-Bretagne. Une fois remis, il fut nommé, le 10 avril 1915, sous-lieutenant au 10e bataillon (de service) du Bedfordshire Regiment. En mai 1915, il fut affecté à l’instruction du 2/1st Cambridgeshire Regiment à Newmarket. Puis, en octobre de la même année, il fut muté au 25e régiment du Middlesex, cantonné à Hornchurch. Se portant volontaire pour se spécialiser dans le maniement des mitrailleuses, il intégra, en janvier 1916, la 208e compagnie de mitrailleuses du Machine Gun Corps à Belton Park, près de Grantham. Toutefois, en mai 1916, une anémie le contraignit à être hospitalisé à Londres, lui valant un congé de convalescence de deux mois. Rétabli, il rejoignit son unité, et, en février 1917, il quitta la Grande-Bretagne avec elle pour le front occidental, la 208e MGC étant alors incorporée à la 62e division (2e West Riding). Chargé des transports au sein de sa compagnie, il fut asphyxié par les gaz, en juin 1917, alors qu’il convoyait des munitions vers les premières lignes. Rapatrié au Royaume-Uni, il séjourna durant plusieurs mois dans des hôpitaux militaires de convalescence. En septembre 1917, il fut détaché à une garnison en tant qu’adjudant du 3e Bedfordshire Regiment, stationné à Felixstowe. Classé B1 par un conseil de réforme en raison des séquelles des gaz, il fut jugé inapte au service actif. Après une année dans cette affectation, lassé par la monotonie de la vie de garnison, il tenta, en septembre 1918, de regagner le front en sollicitant son transfert à la Royal Air Force, mais sa demande fut rejetée en raison de son état de santé. Il se tourna alors vers l’Armée des Indes, où son mutation fut approuvée, mais la fin imminente de la guerre entraîna l’annulation de cet ordre. Dès lors, il œuvra durant une année à des tâches administratives, participant à la démobilisation des soldats dans les camps militaires du sud-est de l’Angleterre, avant d’être lui-même libéré de l’armée, le 19 septembre 1919.
Williamson était saisi d’un profond dégoût devant ce qu’il tenait pour la vanité de la guerre, en attribuant l’origine aux concupiscences humaines et aux vétilles sectaires. Il nourrissait une ferme résolution que l’Allemagne et la Grande-Bretagne ne se livrassent plus jamais aux fureurs belliqueuses. Par ailleurs, Williamson avait été fortement marqué par la fraternité d’armes éprouvée dans les boyaux des tranchées, ainsi que par les affinités qu’il discernait entre les simples soldats britanniques et allemands, qu’il estimait liés par une sorte de consanguinité martial.

### Écritures précoces

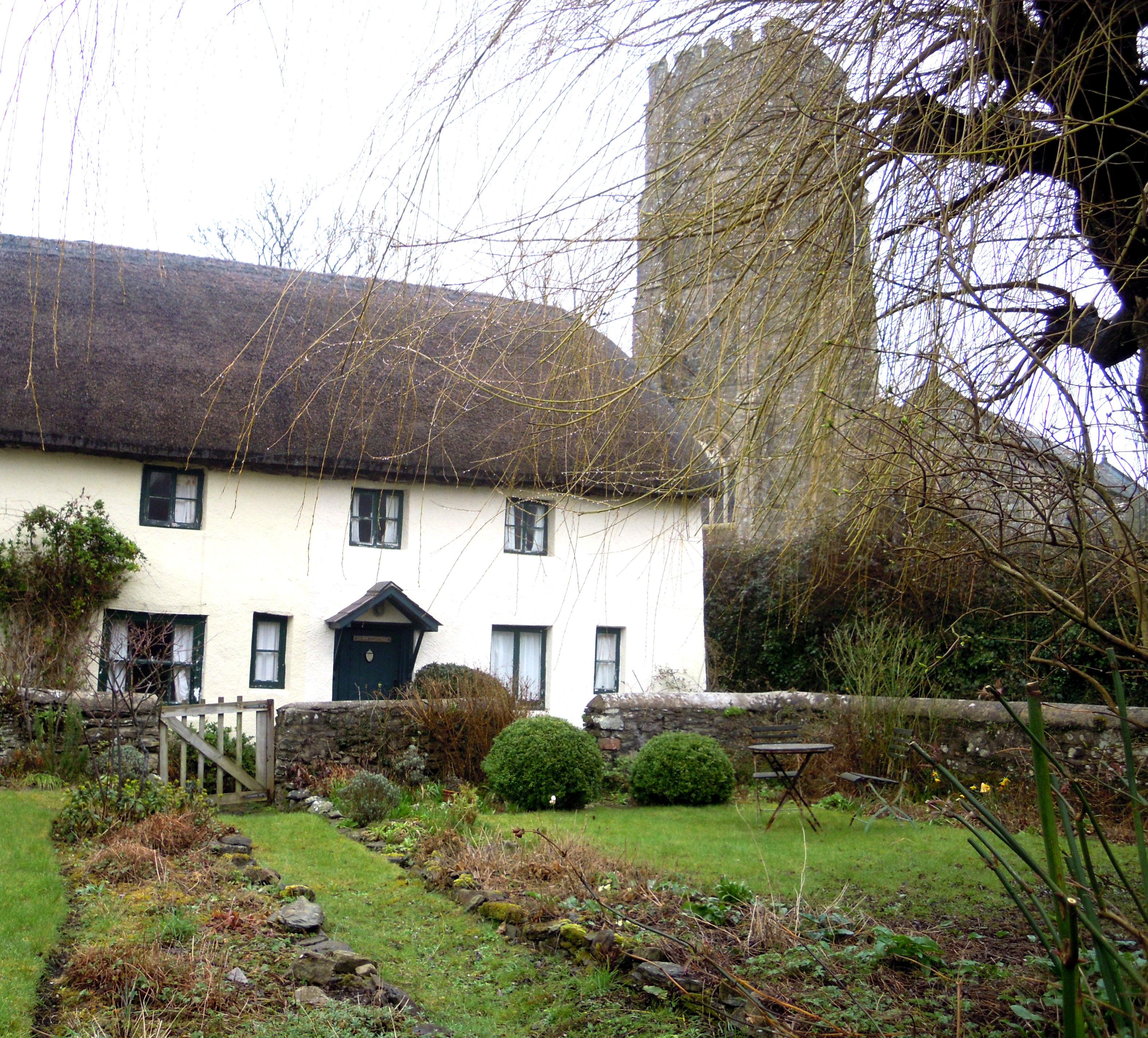
Skirr Cottage à Georgeham dans le Devon où Williamson a vécu (1921-1925). Il est enterré dans le cimetière au-delà.

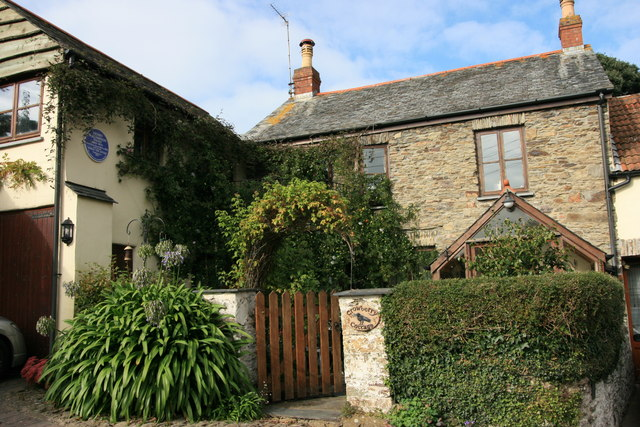
Crowberry Cottage, Georgeham, avec une plaque bleue commémorant la vie de Williamson à cet endroit, 1925-1929

Il relata ses expériences guerrières dans The Wet Flanders Plain (1929), The Patriot's Progress (1930) ainsi qu’en maints passages de sa série semi-autobiographique, composée de quinze volumes, A Chronicle of Ancient Sunlight (1951-1969).
À l’issue du conflit guerrier, il lut l’ouvrage de Richard Jefferies, The Story of My Heart, qui l’incita à se consacrer sérieusement à l’écriture. En 1921, il fixa sa demeure à Georgeham, dans le Devon, logeant d’abord en la chaumière de Skirr. Il se marrie avec Ida Loetitia Hibbert en 1925, union dont procréèrent six enfants. De cette lignée, une fille, prénommée Margaret, devint la première épouse du renommé guitariste et luthiste Julian Bream,.  

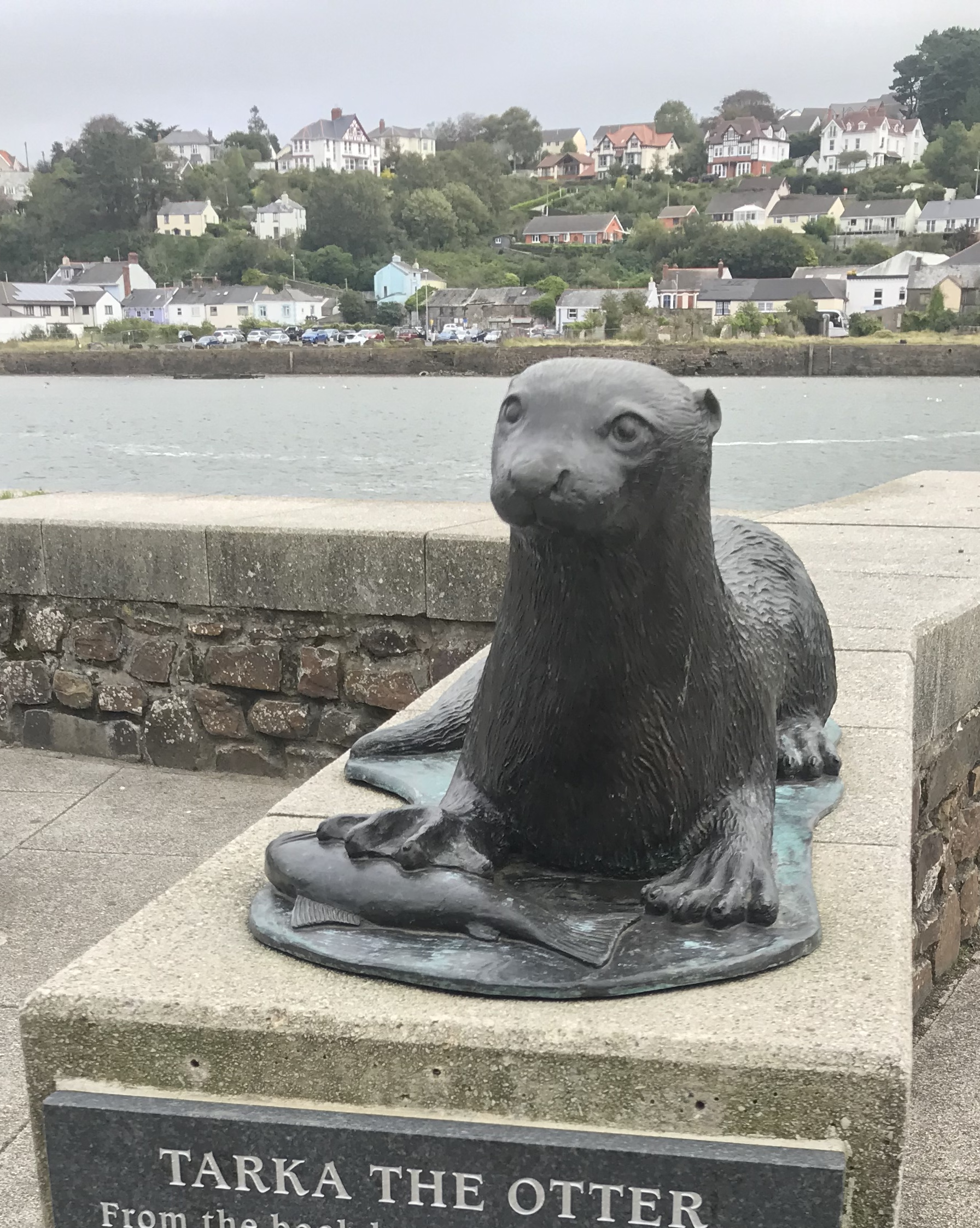
Une statue du personnage de Williamson, Tarka, à Bideford

En 1927, Henry Williamson publia son ouvrage le plus célébré, Tarka la loutre, lequel lui valut le prix Hawthornden en 1928 et lui procura des gains suffisants pour acquérir une modeste cahute de bois près de Georgeham. C’est en ce lieu qu’il rédigea plusieurs de ses derniers écrits, demeurant souvent prostré quinze heures par jour devant sa table de travail. En juillet 2014, ce scriptorium sylvestre fut classé monument historique de grade II par English Heritage, en raison de son « intérêt historique ». Par ailleurs, Williamson liensa une amitié avec T.E. Lawrence, avec lequel il partageait des convictions communes sur la nécessité d’une paix pérenne en Europe. Il s’évertuait alors à organiser une entrevue entre Lawrence et Adolf Hitler lorsque ce dernier périt dans un accident de motocyclette, en mai 1935. La mort de Lawrence, survenue peu après la réception d’un télégramme de Williamson, alimenta quelques théories conspiratrices. Williamson nourrissait une admiration profonde pour Hitler, qu’il tenait pour « le seul véritable pacifiste en Europe », estimant que la clé de la stabilité continentale résidait dans l’ascendance des anciens combattants de la Grande Guerre. Dans une missive adressée au rédacteur en chef de Time and Tide en mai 1936, il dépeignit le Führer comme un « père de son peuple, sage, constant et perspicace ; un homme semblable à T.E. Lawrence, dépourvu d’ambitions personnelles, végétarien, abstème, non fumeur, et ne possédant aucun compte bancaire ». Lors de la Nuit des Longs Couteaux, Williamson affirma qu’Hitler, « éploré, attendait dans la pièce », une scène qu’il compara à celle où Lawrence « dut, la larme à l’œil, abattre de sa propre main un meurtrier arabe ».
Williamson élabora l’idée que les « politiciens » et les « légistes ergoteurs » constituaient un obstacle à la paix, et que pour conjurer une nouvelle guerre mondiale, il eût suffi d’organiser des assemblées entre anciens combattants britanniques et allemands, lesquels, estimait-il, seraient à même de résoudre les grandes questions du temps. Il consigna par écrit : « Le soldat allemand avait en estime le soldat anglais, et réciproquement ; or, les anciens combattants allemands détenaient alors le pouvoir en Allemagne. » Il conçut le projet d’un rassemblement au Royal Albert Hall de Londres, où se fussent retrouvés des vétérans de Grande-Bretagne, de France et d’Allemagne, avec T.E. Lawrence pour orateur principal. C’est avec une candeur certaine qu’il crut qu’une telle rencontre engendrerait un élan irréfrénable vers la paix en Europe. Profondément marqué par la trêve de Noël 1914, Williamson en avait inféré que les anciens combattants britanniques et allemands partageaient des valeurs communes, ainsi que par l’idée, teintée d’élitisme, que ces hommes formaient la classe gouvernante naturelle de l'Europe. À l’instar de nombre de ses pairs, il adhérait au mythe de « l’aristocratie des tranchées », persuadé que ceux qui avaient enduré les affres de la guerre constituaient une élite supérieure en courage, en endurance et en noblesse d’âme. La direction du Parti national-socialiste des travailleurs allemands étant quasi exclusivement composée d’anciens combattants, il se sentit irrésistiblement attiré par le nazisme, qu’il percevait comme l’incarnation du pouvoir des vétérans.
En 1936, il acquiert une métairie à Stiffkey, dans le comté de Norfolk. L'Histoire d'une ferme norfolkienne (1941) relate ses premières années à labourer ces terres ingrates.

### Politique
En 1935, Williamson se rendit au congrès du Parti national-socialiste des travailleurs allemands à Nuremberg et en fut fortement impressionné, particulièrement par le mouvement des Jeunesses hitlériennes, qu’il jugeait empreint d’une conception salubre de l’existence, contrastant avec les taudis londoniens. Il nourrissait une « opinion notoire selon laquelle Hitler était foncièrement un homme de bien, uniquement soucieux d’édifier une Allemagne régénérée. » Hostile à la guerre et persuadé que les conflits étaient fomentés par les « intérêts financiers judaïques et usuriers », il se laissa attirer par la British Union of Fascists d’Oswald Mosley, qu’il rejoignit en 1937. Dans A Chronicle of Ancient Sunlight, Mosley fut transposé sous les traits de Hereward Birkin (allusion possible à Hereward l’Exilé et à Freda May Birkin, ou bien à Chattie Wake, épouse de Michel Hewitt Salaman, lequel fut maître de la vénerie à Exmoor entre 1908 et 1911 – ainsi que le relate Piers Paul Read dans sa biographie d’Alec Guinness). Lors de la crise de Dantzig, Williamson crut pouvoir apaiser les tensions en rencontrant le Führer, comme il l’exprima en août 1939 : *« Si je pouvais le voir, en simple soldat ayant jadis fraternisé, en ce lointain Noël 1914, avec les hommes de son bataillon de Linz au pied de la colline de Messines, ne serais-je point à même de lui offrir l’amitié qu’il appelait de ses vœux de la part de l’Angleterre, nation qu’il vénérait ? »
Le jour où la Grande-Bretagne déclara la guerre à l’Allemagne en 1939, Henry Williamson conçut le dessein singulier de gagner ce pays afin de s’entretenir avec Adolf Hitler dans l’espoir de le dissuader de poursuivre les hostilités. Toutefois, après avoir conféré avec Oswald Mosley ce même jour, il renonça à ce projet. En juin 1940, Williamson fut brièvement appréhendé en vertu du Defence Regulation 18B en raison de son affiliation à la British Union of Fascists. Durant le conflit, ses sympathies pro-nazies le rendirent fort impopulaire, le reléguant au rang de paria. Lors d’un séjour à Londres en janvier 1944, il nota, non sans une certaine satisfaction, que ce qu’il tenait pour la laideur et la corruption incarnées par le quartier financier et bancaire de la capitale avait été « quelque peu allégé par une catharsis d’explosifs puissants » et partiellement « purifié par le feu ». Dans The Gale of the World (1969), ultime volume de sa Chronicle of Ancient Sunlight, Williamson, par la voix de son protagoniste Phillip Maddison, mit en doute la légitimité morale et juridique des procès de Nuremberg, reflétant ainsi ses réserves persistantes quant à la narration officielle des événements guerriers. 
Williamson entretint dans un premier temps une relation étroite avec Mosley au sortir de la guerre. Toutefois, lorsqu’il introduisit ce dernier comme convive au Savage Club, l’ancien dirigeant de la British Union of Fascists se vit poliment congédié. Williamson déclina par la suite l’invitation de Mosley à rallier son nouveau mouvement syndical, lui suggérant au contraire, avec une franchise qui les brouilla, d’abandonner ensemble toute activité politique. Néanmoins, il collabora à The European, revue doctrinale éditée par les Mosley, et persista à manifester une certaine estime, dans l’après-guerre, pour certains aspects de l'Allemagne nazie.

### Vie et l'écriture d'après-guerre

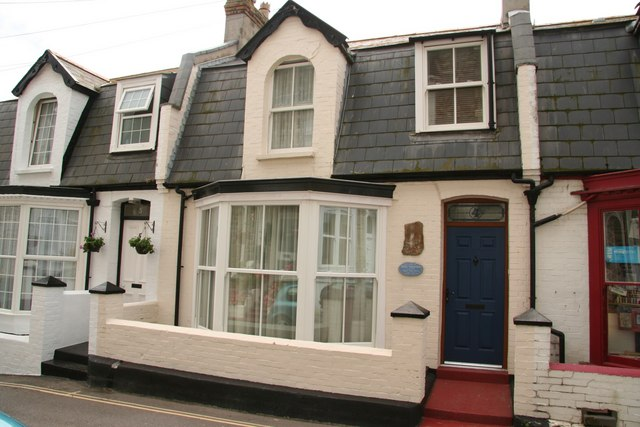
La maison des Williamson à Capstone Road, Ilfracombe

Après le conflit mondial, la famille abandonne l’exploitation rurale. En 1946, Williamson s’établit en solitaire à Ox’s Cross, hameau de Georgeham, dans le comté septentrional du Devon, où il érige une modeste demeure afin de s’adonner à l’écriture. L’année suivante, Henry et Loetitia dissolvent leur union matrimoniale. Williamson s’éprend d’une jeune institutrice, Christine Duffield, et contracte mariage avec elle en 1949. Il entame alors la rédaction d’une série de quinze romans, connue sous l’appellation collective de Chronique de l’ancien soleil. En 1950, année où naquit son unique rejeton issu de cette union, Harry Williamson, il édifie un recueil de poèmes et de nouvelles de James Farrar, jeune poète plein de promesses, disparu à l’âge de vingt ans lors de la Seconde Guerre mondiale. De 1951 à 1969, Williamson produisit quasiment un ouvrage annuellement, tout en collaborant de manière assidue au Sunday Express et à la revue The European, dirigée par Diana Mosley. Il apporta également sa plume à maintes recensions et articles publiés dans le Sunday Times.
En 1964, il entretint une brève liaison avec la romancière Ann Quin, laquelle était son cadette de près de quarante ans (il avait auparavant fréquenté sa secrétaire Myfanwy Thomas, fille du poète Edward Thomas). Ces écarts ébranlèrent fortement les assises de son mariage, si bien qu’en 1968, après des années de vive séparation, Christine et lui consommèrent leur divorce.
Pour l’émission télévisée de la BBC intitulée The Vanishing Hedgerows (1972), œuvre du producteur David Cobham, Williamson retourna à la ferme norfolkaise qu’il avait administrée durant une décennie, à compter de 1936, afin de mettre en parallèle les usages agricoles d’antan avec ceux en vigueur au cours des années 1970.
En 1974, il entreprit de rédiger un scénario destiné à une adaptation cinématographique de Tarka la loutre, laquelle devait être réalisée par Cobham. Toutefois, ce travail fut jugé impropre à la transposition à l’écran, en raison de son ampleur démesurée — près de 180 000 mots. Les prises de vues se poursuivirent à son insu, et le film, narré par Peter Ustinov, vit le jour en 1979. Le fils de Williamson, Harry, composa, de concert avec Anthony Phillips, une partition musicale pour cette œuvre ; néanmoins, des considérations pécuniaires empêchèrent qu’elle fût utilisée. Leur version de Tarka ne fut achevée et divulguée qu’en 1988.

### Mort

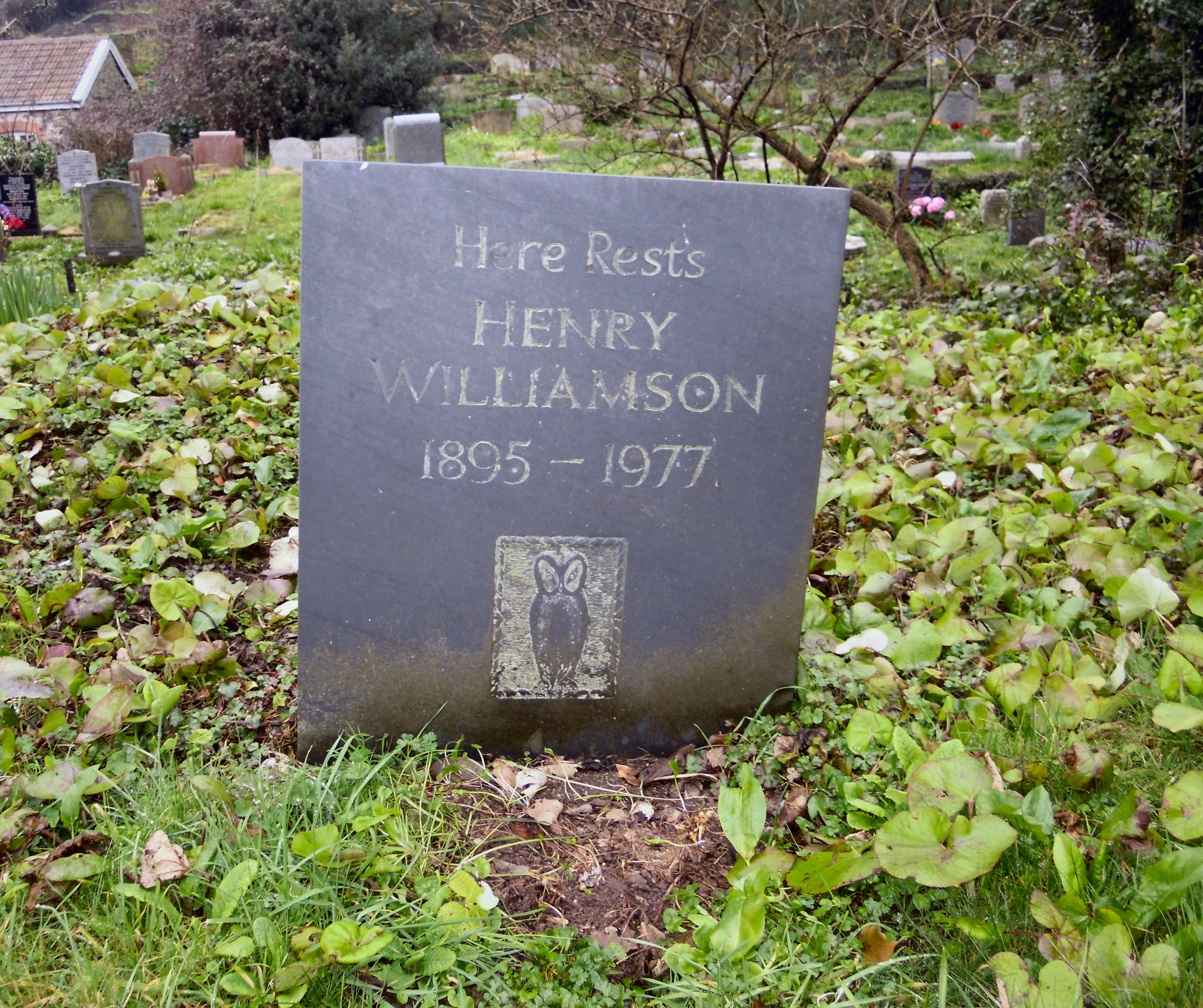
La tombe de Williamson dans le cimetière de l'église St George, Georgeham

Williamson, après une anesthésie générale consécutive à une intervention chirurgicale mineure, vit son état s’altérer de manière funeste. Alors que la veille encore, il se livrait à des travaux forestiers et arpentait les sentiers d’un pas alerte, le lendemain le frappait une déchéance telle qu’il ne reconnaissait plus les siens, son esprit obnubilé par les affres de la démence. Confiné dans l’hospice de l’abbaye de Twyford, à Ealing, il y trépassa le 13 août 1977, par un hasard des plus singuliers, ce jour étant précisément celui où fut filmée la scène de la mort de Tarka, œuvre à laquelle il était lié. Sa dépouille fut inhumée au cimetière de l’église St George, à Georgeham, dans le nord du Devon. Lors d’un office d’actions de grâces en l’église St Martin-in-the-Fields, le poète Ted Hughes prononça l’oraison funèbre.

## Société Henry Williamson
La Henry Williamson Society fut créée en 1980. Sa première épouse, Loetitia, seconda cette association jusqu'à son décès en 1998, tandis que leur fils, Richard, en assume désormais la présidence.

## Œuvres

### Le Lin du Rêve
Une tétralogie suivant la vie de Willie Maddison.
- Les Belles Années (1921)
- Les Jours du Pissenlit (1922)
- Le Rêve des belles femmes (1924)
- Le Chemin (1928)

### A Chronicle of Ancient Sunlight
Cette séquence narrative, composée de quinze tomes, relate minutieusement la vie de Phillip Maddison, depuis sa naissance sur le tard des années 1890 jusqu’aux premières années de la décennie 1950. Inspirée, quoique librement, des propres expériences et souvenirs de l’auteur, cette œuvre monumentale, si on la considère d’un seul tenant, se hisse parmi les plus prolixes de la littérature anglophone.